# Franquelin
Pour les articles homonymes, voir Franquelin (homonymie).
Franquelin est une municipalité du Québec au Canada situé dans la municipalité régionale de comté de Manicouagan et dans la région administrative de la Côte-Nord.

## Toponymie
Elle est nommée en l'honneur de géographe français Jean-Baptiste-Louis Franquelin.

## Démographie

### Population
| 1991 | 1996 | 2001 | 2006 | 2011 | 2016 | 2021 |
| ---- | ---- | ---- | ---- | ---- | ---- | ---- |
| 367  | 391  | 378  | 346  | 324  | 313  | 285  |

### Langues
En 2011, sur une population de 325 habitants, Franquelin comptait 100 % de francophones.

## Administration
Les élections municipales se font en bloc pour le maire et les six conseillers.
| Franquelin Maires depuis 2001                                                                                        |                 |         |          |
| Élection | Maire           | Qualité | Résultat |
| 2001 | Michel Lévesque |         | Voir     |
| 2005 | Michel Lévesque | Voir    |          |
| 2009 | Michel Lévesque | Voir    |          |
| 2013 | Michel Lévesque | Voir    |          |
| 2017 | Steeve Grenier  |         | Voir     |
| 2021 | Steeve Grenier  | Voir    |          |
| Élection partielle en italique Depuis 2005, les élections sont simultanées dans toutes les municipalités québécoises |                 |         |          |

### Représentations fédérale et provinciale
Franquelin fait partie de la circonscription fédérale de Manicouagan au Parlement du Canada et de la circonscription de René-Lévesque à l'Assemblée nationale du Québec.